# Oscar za nejlepší mužský herecký výkon v hlavní roli
Cena Akademie za zásluhy (Academy Award of Merit) za nejlepší mužský herecký výkon v hlavní roli je jedna z filmových cen, kterou každoročně uděluje americká Akademie filmového umění a věd za nejlepší filmové počiny roku.

## Historie
Historicky prvním držitelem zlaté sošky za nejlepší mužský herecký výkon se za sezónu 1927/1928 stal Emil Jannings za výkon ve filmech Poslední komando (The Last Command; 1928) a Velké pokání (The Way of All Flesh; 1927). Cenu si převzal v roce 1929, společně s dalšími třinácti vítězi, při příležitosti banketu k prvnímu výročí založení Akademie filmového umění a věd. Od té doby udělila Akademie v této kategorii celkem 81 cen, a to 73 různým hercům. Až do roku 1936 byli nominováni a oceňováni všichni herci bez ohledu na to, zda se jednalo o hlavní či vedlejší roli. Od roku 1936 jsou výkony ve vedlejších rolích oceňovány samostatně. Zatím posledním držitelem zlaté sošky v této kategorii se stal Colin Firth, který byl oceněn za svůj výkon ve filmu Králova řeč (The King's Speech; 2010).

## Rekordy a kuriozity

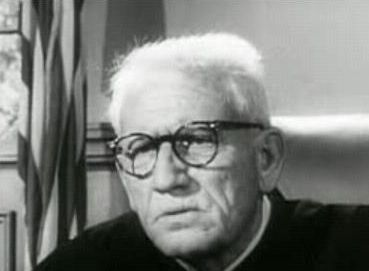
Dvojnásobný držitel Spencer Tracy

- Daniel Day-Lewis (1989, 2007, 2012) získal jako jediný muž 3 zlaté sošky za nejlepší mužský herecký výkon v hlavní roli. Dalších jedenáct mužů má na svém kontě dvě zlaté sošky za nejlepší herecký výkon v hlavní roli. V chronologickém pořadí to jsou: Spencer Tracy (v letech 1937, 1938), Fredric March (1932, 1946), Gary Cooper (1941, 1952), Marlon Brando (1954, 1972), Dustin Hoffman (1979, 1988), Tom Hanks (1993, 1994), Jack Nicholson (1975, 1997), Sean Penn (2003, 2008), Anthony Hopkins (1991, 2020) a Adrien Brody (2003, 2024).
- Dvakrát za sebou a tedy obhájit své vítězství v následujícím ročníku dokázali pouze Spencer Tracy a Tom Hanks. Kromě toho získali své Oscary ve stejném věku (prvního v 37 a druhého v 38 letech).
- Spencer Tracy a Laurence Olivier jsou držiteli devíti nominací v této kategorii, přičemž Spencer Tracy proměnil dvě nominace ve vítězství a Laurence Olivier pouze jednu (1948). V těsném závěsu za nimi jsou s počtem osmi získaných nominací Paul Newman, Jack Nicholson a Peter O'Toole, který ani jedinou z nich neproměnil ve vítězství.
- Šesti hercům se podařilo získat zlatou sošku v obou mužských hereckých kategoriích (v hlavní i vedlejší roli): Jack Lemmon, Robert De Niro, Jack Nicholson, Gene Hackman, Kevin Spacey a Denzel Washington. V součtu obou těchto kategorií jsou rekordmany Walter Brennan a Jack Nicholson se třemi zlatými soškami na kontě. Jack Nicholson navíc drží i rekord v počtu nominací, kterých v součtu obou kategorií získal celkem dvanáct.
- Nejstarším držitelem zlaté sošky za nejlepší herecký výkon v hlavní roli se stal v 76 letech Henry Fonda, který byl oceněn za svůj výkon ve filmu Na Zlatém jezeře (On Golden Pond; 1981). V době slavnostního předávání byl již Fonda velmi nemocen a cenu za něj převzala jeho dcera Jane. Za výkon ve filmu Příběh Alvina Straighta (The Straight Story; 1999) byl Richard Farnsworth ve svých 79 letech nominován na Oscara a stal se tak nejstarším nominovaným v této kategorii.
- Nejmladším oscarovým laureátem se stal Adrien Brody, kterému bylo při přebírání zlaté sošky za výkon ve filmu Pianista (The Pianist; 2002) 29 let. Nejmladším nominovaným se ve svých devíti letech stal Jackie Cooper, který byl nominován za výkon ve filmu Skippy (Skippy; 1931).
- Prvním hercem, který získal Oscara in memoriam, se stal Peter Finch (1976), který zemřel na infarkt při cestě z hotelu na generálku předávání cen. Posmrtnou nominaci za nejlepší mužský herecký výkon v hlavní roli získali také James Dean, Spencer Tracy a Massimo Troisi. James Dean byl posmrtně nominován v této kategorii dokonce dvakrát (1955, 1956).
- V roce 1931/1932 získali Wallace Beery a Fredric March zlatou sošku společně, stalo se tak v této kategorii poprvé a naposled.
- Roberto Benigni je jediným držitelem Oscara v této kategorii za výkon v neanglicky mluveném filmu – Život je krásný (La vita è bella; 1997).[pozn. 2]

## Vítězové

### Dvacátá léta
| Rok       | Herec         | Za ztvárnění role                                  | Ve filmu                                                                            |
| --------- | ------------- | -------------------------------------------------- | ----------------------------------------------------------------------------------- |
| 1927/1928 | Emil Jannings | Gen. Dolgorucki/Sergius Alexander August Schilling | Poslední komando (The Last Command; 1928) Velké pokání (The Way of All Flesh; 1927) |
| 1928/1929 | Warner Baxter | The Cisco Kid                                      | Ve staré Arizoně (In Old Arizona; 1929)                                             |
| 1929/1930 | George Arliss | Benjamin Disraeli                                  | Disraeli (Disraeli; 1929)                                                           |

### Třicátá léta
| Rok       | Herec                                  | Za ztvárnění role                  | Ve filmu                                                                             |
| --------- | -------------------------------------- | ---------------------------------- | ------------------------------------------------------------------------------------ |
| 1930/1931 | Lionel Barrymore                       | Stephen Ashe                       | Svobodný člověk (A Free Soul; 1931)                                                  |
| 1931/1932 | Fredric March Wallace Beery (společně) | Dr. Henry L. Jekyll/Mr. Hyde Champ | Dr. Jekyll a pan Hyde (Dr. Jekyll and Mr. Hyde; 1931) Kluk z ulice (The Champ; 1931) |
| 1932/1933 | Charles Laughton                       | Jindřich VIII                      | Šest žen Jindřicha VIII. (The Private Life of Henry VIII; 1933)                      |
| 1934      | Clark Gable                            | Peter Warne                        | Stalo se jedné noci (It Happened One Night)                                          |
| 1935      | Victor McLaglen                        | Gypo Nolan                         | Denunciant (The Informer)                                                            |
| 1936      | Paul Muni                              | Louis Pasteur                      | Jeden z nesmrtelných (The Story of Louis Pasteur)                                    |
| 1937      | Spencer Tracy                          | Manuel                             | Stateční kapitáni (Captains Courageous)                                              |
| 1938      | Spencer Tracy                          | Edward Joseph Flanagan             | Muži zítřka (Boys Town)                                                              |
| 1939      | Robert Donat                           | Mr. Chips                          | Sbohem, pane Chips (Goodbye, Mr. Chips)                                              |
| 1940      | James Stewart                          | Macaulay Connor                    | Příběh z Filadelfie (The Philadelphia Story)                                         |

### Čtyřicátá léta
| Rok  | Herec              | Za ztvárnění role    | Ve filmu                                                  |
| ---- | ------------------ | -------------------- | --------------------------------------------------------- |
| 1941 | Gary Cooper        | Alvin Cullum York    | Četař York (Sergeant York)                                |
| 1942 | James Cagney       | George M. Cohan      | Yankee Doodle Dandy (Yankee Doodle Dandy)                 |
| 1943 | Paul Lukas         | Kurt Muller          | Stráž na Rýnu (Watch on the Rhine)                        |
| 1944 | Bing Crosby        | farář Chuck O'Malley | Farář u svatého Dominika (Going My Way)                   |
| 1945 | Ray Milland        | Don Birnam           | Ztracený víkend (The Lost Weekend)                        |
| 1946 | Fredric March      | Al Stephenson        | Nejlepší léta našeho života (The Best Years of Our Lives) |
| 1947 | Ronald Colman      | Anthony John         | Dvojí život (A Double Life)                               |
| 1948 | Laurence Olivier   | Hamlet, Princ Dánský | Hamlet (Hamlet)                                           |
| 1949 | Broderick Crawford | Willie Stark         | Všichni královi muži (All the King's Men)                 |
| 1950 | José Ferrer        | Cyrano de Bergerac   | Cyrano z Bergeraku (Cyrano de Bergerac)                   |

### Padesátá léta
| Rok  | Herec           | Za ztvárnění role   | Ve filmu                                           |
| ---- | --------------- | ------------------- | -------------------------------------------------- |
| 1951 | Humphrey Bogart | Charlie Allnut      | Africká Královna (The African Queen)               |
| 1952 | Gary Cooper     | šerif Will Kane     | V pravé poledne (High Noon)                        |
| 1953 | William Holden  | J.J. Sefton         | Stalag 17 (Stalag 17)                              |
| 1954 | Marlon Brando   | Terry Malloy        | V přístavu (On the Waterfront)                     |
| 1955 | Ernest Borgnine | Marty Piletti       | Marty (Marty)                                      |
| 1956 | Yul Brynner     | Mongkut of Siam     | Král a já (The King and I)                         |
| 1957 | Alec Guinness   | plukovník Nicholson | Most přes řeku Kwai (The Bridge on the River Kwai) |
| 1958 | David Niven     | major Angus Pollock | Oddělené stoly (Separate Tables)                   |
| 1959 | Charlton Heston | Ben Hur             | Ben Hur (Ben-Hur)                                  |
| 1960 | Burt Lancaster  | Elmer Gantry        | Elmer Gantry (Elmer Gantry)                        |

### Šedesátá léta
| Rok  | Herec             | Za ztvárnění role           | Ve filmu                                        |
| ---- | ----------------- | --------------------------- | ----------------------------------------------- |
| 1961 | Maximilian Schell | Hans Rolfe                  | Norimberský proces (Judgment at Nuremberg)      |
| 1962 | Gregory Peck      | Atticus Finch               | Jako zabít ptáčka (To Kill a Mockingbird)       |
| 1963 | Sidney Poitier    | Homer Smith                 | Polní lilie (Lilies of the Field)               |
| 1964 | Rex Harrison      | Profesor Henry Higgins      | My Fair Lady (My Fair Lady)                     |
| 1965 | Lee Marvin        | Kid Shelleen/Tim Strawn     | Dívka ze Západu (Cat Ballou)                    |
| 1966 | Paul Scofield     | Sir Thomas More             | Člověk pro každé počasí (A Man for All Seasons) |
| 1967 | Rod Steiger       | Bill Gillespie              | V žáru noci (In the Heat of the Night)          |
| 1968 | Cliff Robertson   | Charly Gordon               | Charly (Charly)                                 |
| 1969 | John Wayne        | Reuben J. 'Rooster' Cogburn | Maršál (True Grit)                              |
| 1970 | George C. Scott   | generál George S. Patton    | Generál Patton (Patton)                         |

### Sedmdesátá léta
| Rok  | Herec                       | Za ztvárnění role        | Ve filmu                                                      |
| ---- | --------------------------- | ------------------------ | ------------------------------------------------------------- |
| 1971 | Gene Hackman                | Jimmy "Pepek" Doyle      | Francouzská spojka (The French Connection)                    |
| 1972 | Marlon Brando (cenu odmítl) | Don Vito Corleone        | Kmotr (The Godfather)                                         |
| 1973 | Jack Lemmon                 | Harry Stoner             | Zachraňte tygra (Save the Tiger)                              |
| 1974 | Art Carney                  | Harry Coombes            | Harry a Tonto (Harry and Tonto)                               |
| 1975 | Jack Nicholson              | Randall Patrick McMurphy | Přelet nad kukaččím hnízdem (One Flew Over the Cuckoo's Nest) |
| 1976 | Peter Finch                 | Howard Beale             | Televizní síť (Network)                                       |
| 1977 | Richard Dreyfuss            | Elliot Garfield          | Děvče pro zábavu (The Goodbye Girl)                           |
| 1978 | Jon Voight                  | Luke Martin              | Návrat domů (Coming Home)                                     |
| 1979 | Dustin Hoffman              | Ted Kramer               | Kramerová versus Kramer (Kramer vs. Kramer)                   |
| 1980 | Robert De Niro              | Jake LaMotta             | Zuřící býk (Raging Bull)                                      |

### Osmdesátá léta
| Rok  | Herec             | Za ztvárnění role | Ve filmu                                        |
| ---- | ----------------- | ----------------- | ----------------------------------------------- |
| 1981 | Henry Fonda       | Norman Thayer     | Na Zlatém jezeře (On Golden Pond)               |
| 1982 | Ben Kingsley      | Mahátma Gándhí    | Gándhí (Gandhi)                                 |
| 1983 | Robert Duvall     | Mac Sledge        | Něžné milosti (Tender Mercies)                  |
| 1984 | F. Murray Abraham | Antonio Salieri   | Amadeus (Amadeus)                               |
| 1985 | William Hurt      | Luis Molina       | Polibek pavoučí ženy (Kiss of the Spider Woman) |
| 1986 | Paul Newman       | Fast Eddie Felson | Barva peněz (The Color of Money)                |
| 1987 | Michael Douglas   | Gordon Gekko      | Wall Street (Wall Street)                       |
| 1988 | Dustin Hoffman    | Raymond Babbitt   | Rain Man (Rain Man)                             |
| 1989 | Daniel Day-Lewis  | Christy Brown     | Moje levá noha (My Left Foot)                   |
| 1990 | Jeremy Irons      | Claus von Bülow   | Zvrat štěstěny (Reversal of Fortune)            |

### Devadesátá léta
| Rok  | Herec           | Za ztvárnění role        | Ve filmu                                   |
| ---- | --------------- | ------------------------ | ------------------------------------------ |
| 1991 | Anthony Hopkins | Dr. Hannibal Lecter      | Mlčení jehňátek (The Silence of the Lambs) |
| 1992 | Al Pacino       | plukovník Frank Slade    | Vůně ženy (Scent of a Woman)               |
| 1993 | Tom Hanks       | Andrew Beckett           | Philadelphia (Philadelphia)                |
| 1994 | Tom Hanks       | Forrest Gump             | Forrest Gump (Forrest Gump)                |
| 1995 | Nicolas Cage    | Ben Sanderson            | Leaving Las Vegas (Leaving Las Vegas)      |
| 1996 | Geoffrey Rush   | David Helfgott           | Záře (Shine)                               |
| 1997 | Jack Nicholson  | Melvin Udall             | Lepší už to nebude (As Good as It Gets)    |
| 1998 | Roberto Benigni | Guido Orefice            | Život je krásný (La vita è bella)          |
| 1999 | Kevin Spacey    | Lester Burnham           | Americká krása (American Beauty)           |
| 2000 | Russell Crowe   | Maximus Decimus Meridius | Gladiátor (Gladiator)                      |

### První desetiletí 21. století
| Rok  | Herec                  | Za ztvárnění role  | Ve filmu                                          |
| ---- | ---------------------- | ------------------ | ------------------------------------------------- |
| 2001 | Denzel Washington      | Alonzo Harris      | Training Day (Training Day)                       |
| 2002 | Adrien Brody           | Wladyslaw Szpilman | Pianista (The Pianist)                            |
| 2003 | Sean Penn              | Jimmy Markum       | Tajemná řeka (Mystic River)                       |
| 2004 | Jamie Foxx             | Ray Charles        | Ray (Ray)                                         |
| 2005 | Philip Seymour Hoffman | Truman Capote      | Capote (Capote)                                   |
| 2006 | Forest Whitaker        | Idi Amin           | Poslední skotský král (The Last King of Scotland) |
| 2007 | Daniel Day-Lewis       | Daniel Plainview   | Až na krev (There Will Be Blood)                  |
| 2008 | Sean Penn              | Harvey Milk        | Milk                                              |
| 2009 | Jeff Bridges           | Bad Blake          | Crazy Heart                                       |
| 2010 | Colin Firth            | Jiří VI.           | Králova řeč                                       |

### Druhé desetiletí 21. století
| Rok  | Herec               | Za ztvárnění role | Ve filmu                                  |
| ---- | ------------------- | ----------------- | ----------------------------------------- |
| 2011 | Jean Dujardin       | George Valentin   | Umělec (The Artist)                       |
| 2012 | Daniel Day-Lewis    | Abraham Lincoln   | Lincoln (Lincoln)                         |
| 2013 | Matthew McConaughey | Ron Woodroof      | Klub poslední naděje (Dallas Buyers Club) |
| 2014 | Eddie Redmayne      | Stephen Hawking   | Teorie všeho (The Theory of Everything)   |
| 2015 | Leonardo DiCaprio   | Hugh Glass        | Revenant Zmrtvýchvstání (Revenant)        |
| 2016 | Casey Affleck       | Lee Chandler      | Místo u moře (Manchester by the Sea)      |
| 2017 | Gary Oldman         | Winston Churchill | Nejtemnější hodina (Darkest Hour)         |
| 2018 | Rami Malek          | Freddie Mercury   | Bohemian Rhapsody (Bohemian Rhapsody)     |
| 2019 | Joaquin Phoenix     | Joker             | Joker (Joker)                             |
| 2020 | Anthony Hopkins     | Anthony           | Otec (The Father)                         |

### Třetí desetiletí 21. století
| Rok  | Herec          | Za ztvárnění role     | Ve filmu                                       |
| ---- | -------------- | --------------------- | ---------------------------------------------- |
| 2021 | Will Smith     | Richard Williams      | Král Richard: Zrození šampiónek (King Richard) |
| 2022 | Brendan Fraser | Charlie               | Velryba (The Whale)                            |
| 2023 | Cillian Murphy | J. Robert Oppenheimer | Oppenheimer (Oppenheimer)                      |
| 2024 | Adrien Brody   | László Tóth           | Brutalista (The Brutalist)                     |